# Arszani
Arszani (arab. عرشاني) – wieś w Syrii, w muhafazie Idlib. W 2004 roku liczyła 935 mieszkańców.